# Битва при Барросе
Битва при Барросе (также битва при Чиклане, битва при Серро-дель-Пуэрко) — часть неудачной кампании по снятию осады Кадиса во время Пиренейской войны. Во время сражения 5 марта 1811 г. единственная британская дивизия победила две французские и захватила полкового орла.
Кадис был блокирован французами в начале 1810 года, оставив его доступным лишь с моря, но в марте следующего года сокращение осаждающей армии дало возможность гарнизону британских и испанских войск снять осаду. Крупные ударные силы союзников были отправлены южнее Кадиса в Тарифу и переброшены к линии осады с тыла. Французы под командованием маршала Викто́ра были осведомлены о передвижении союзников и передислоцированы для подготовки ловушки. Виктор разместил одну дивизию на дороге в Кадис, блокируя путь следования союзников, в то время как две оставшиеся дивизии атаковали единственную англо-португальскую арьергардную дивизию под командованием сэра Томаса Грэхэма.
После ожесточенной битвы на двух фронтах англичанам удалось разгромить атакующие французские войска. Отсутствие поддержки со стороны более крупного испанского контингента помешало окончательной победе, и французы смогли перегруппироваться и вновь занять свои осадные линии. Тактическая победа Грэхэма, как оказалось, имела крайне малое стратегическое влияние на продолжающуюся войну. Виктор даже смог объявить битву выигранной французами, поскольку осада оставалась в силе до тех пор, пока не была наконец снята 24 августа 1812 года.

## Предыстория
В январе 1810 года город Кадис, крупная гавань союзников и фактическое место пребывания испанского правительства после оккупации Мадрида, был осажден I корпусом французских войск маршала Сульта под командованием маршала Виктора. Гарнизон города первоначально состоял только из четырёх батальонов добровольцев и новобранцев, но герцог Альбуркерке проигнорировал приказы испанской хунты и вместо того, чтобы атаковать превосходящие силы Виктора, привел свои 10 000 человек для укрепления города. Это позволило обороне города быть полностью укомплектованной солдатами.
Под давлением широкомасштабных протестов и актов насилия со стороны населения правящая испанская хунта подала в отставку, и вместо неё было создано регентство из пяти человек. Регентство, признавая, что Испанию можно спасти только с помощью союзников, немедленно попросило Артура Уэлсли, виконта Веллингтона (который только недавно получил титул виконта) отправить подкрепление в Кадис; к середине февраля там высадились пять англо-португальских батальонов, в результате чего гарнизон достиг 17 000 человек, что сделало город неуязвимым. Продолжали прибывать дополнительные войска, и к маю гарнизон составлял 26 000 человек, в то время как количество осаждающих французских войск возросло до 25 000.
Хотя осада связала большое количество испанских, британских и португальских войск, Веллингтон считал это частью своей стратегии, так как одновременно было сковано такое же количество французских войск. Однако в январе 1811 года положение Виктора начало ухудшаться. Сульт приказал ему направить почти треть своих войск для поддержки своего нападения на Бадахос, сократив осадную французскую армию примерно до 15 000 человек. У Виктора было мало шансов что-то сделать против города-крепости с этими силами, но и отступить он не мог — гарнизон Кадиса, если его не сдерживать, был достаточно велик, чтобы наводнить всю Андалусию.

## Перед битвой
После того, как Сульт забрал часть войск Виктора, союзники почувствовали возможность вступить в открытый бой с французами и снять осаду Кадиса. С этой целью морем из Кадиса на юг в Тарифу была отправлена англо-испанская экспедиция с намерением идти на север, чтобы нанести удар французам с тыла. В состав этих сил входило около 8000 испанских и 4000 британских военнослужащих, а общее командование было передано испанскому генералу Мануэлю Ла Пенье, что было чисто политическим решением, поскольку многие считали его слабым полководцем. Было решено, что одновременно с нападением Ла Пеньи генерал Хосе Паскуаль де Зайс-и-Чакон возглавит отряд из 4000 испанских солдат в вылазке из Кадиса по понтонному мосту из Исла-де-Леона (небольшого участка земли между Кадисом и Пиренейским полуостровом).
Англо-португальский контингент — дивизия под командованием лейтенант-генерала сэра Томаса Грэхэма — отплыл из Кадиса 21 февраля 1811 года, несколько позже, чем планировалось. Силы Грэхэма не смогли высадиться в Тарифе из-за плохой погоды и были вынуждены отплыть в Альхесирас, где они высадились 23 февраля. Вместе со сводным батальоном фланговых рот под командованием полковника Брауна войска двинулись в Тарифу 24 февраля, где они были дополнительно усилены войсками гарнизона крепости. К 27 февраля к ним присоединились испанские войска Ла Пеньи, которые покинули Кадис через три дня после Грэхэма и, несмотря на столкновение с аналогичными погодными условиями, сумели высадиться в Тарифе.
Чтобы ещё больше укрепить ряды союзников, группировке испанских нерегулярных войск под командованием генерала Антонио Бегинеса де лос Риоса было приказано к 23 февраля спуститься с гор возле Ронды и присоединиться к основным англо-португальским и испанским силам. Не зная о задержках в плавании, Бегинес дошёл до Медины-Сидонии в поисках союзной армии; без поддержки и втянутый в стычки с правым флангом Виктора, он вернулся в горы. Генерал Луи Викторен Кассань, фланговый командир Виктора, сообщил маршалу о растущей угрозе. В ответ Виктор послал три пехотных батальона и кавалерийский полк на помощь Кассану и приказал укрепить Медину-Сидонию.
Объединившись, 28 февраля армия союзников начала путь на север в направлении Медины-Сидонии, и теперь Ла Пенья приказал нерегулярным войскам Бегинеса присоединиться к ним в Касас-Вьехас. Оказавшись там, разведчики Бегинеса сообщили, что Медина-Сидония укреплена сильнее, чем предполагалось. Вместо того, чтобы атаковать французов и заставить Виктора ослабить осаду, направляя свои войска на оборону города, Ла Пенья решил, что армия союзников должна пройти через всю страну и выйти на дорогу, которая шла из Тарифы через Вехер и Чиклану в Кадис.
Это изменение плана в сочетании с продолжающейся плохой погоды и настойчивым желанием Ла Пеньи идти только ночью означало, что силы союзников отставали от графика на два дня. Ла Пенья отправил в Кадис депешу, в которой сообщил Зайсу о задержке, но она не была получена, и 3 марта Зайс начал свою вылазку, как было запланировано. Через ручей Санти Петри был проложен понтонный мост, и через него был отправлен батальон для устройства тет-де-пона до прибытия основных сил. Виктор не мог позволить, чтобы гарнизон Кадиса, который по-прежнему насчитывал около 13 000 человек, устраивал вылазки, так что в ночь с 3 на 4 марта он послал шесть рот вольтижёров штурмовать окопы тет-де-пона и не дать защитникам выйти из крепости. Батальон Зайса был изгнан со своей позиций, потеряв 300 испанцев, и Зайс был вынужден отвести понтонный мост обратно на остров для использования в будущем.
Маршал Виктор уже получил информацию от эскадрона драгунов, отогнанных от Вехера, об англо-португальских и испанских силах, идущих по западной дороге из Тарифы. В связи с агрессивными действиями гарнизона Кадиса это привело его к выводу, что приближающиеся войска направлялись в Кадис; их путь был предсказуем, поэтому Виктор приготовил им ловушку. Дивизия генерала Эжена-Казимира Вийята была отправлена на перекрытие перешейка полуострова, по которому проходила западная дорога, препятствуя тем самым доступу к Исла-де-Леону и ручью Санти-Петри. Две другие дивизии под командованием генералов Франсуа Амбля Рюффена и Жана Франсуа Леваля получили приказ спрятаться в густом лесу Чиклана, чтобы атаковать фланг союзников, когда они будут сражаться с дивизией Вийята.
После очередного ночного перехода 5 марта союзники достигли холма Серро-дель-Пуэрко к юго-востоку от Барроса (также называемого хребтом Барроса). Разведчики сообщили о присутствии войск Вийята, и Ла Пенья приказал своей авангардной дивизии продвигаться вперед. С помощью новой вылазки войск Зайса из Кадиса, и подкрепленные бригадой из дивизии принца Англона, испанцы отбросили войска Вийята за ручей Альманса. Ла Пенья не разрешил своему авангарду преследовать отступающих французов, которые впоследствии смогли перегруппироваться на противоположной стороне ручья. Англо-португальская дивизия Грэхэма осталась на Серро-дель-Пуэрко, чтобы защитить тыл и правый фланг главных сил Ла Пеньи.

## Битва
Открыв путь в Кадис, Ла Пенья приказал Грэхэму идти вперед в Бермею. Однако после настойчивых возражений Грэхэма, что это приведёт к открытию фланга и тыла, пять испанских батальонов и батальон Брауна были оставлены на месте, чтобы контролировать горный хребет Барроса. Кроме того, три эскадрона испанской конницы и два эскадрона Королевского германского легиона (КГЛ) под командованием полковника Сэмюэля Уиттингема были направлены прикрывать арьергард на береговой линии. Затем дивизия Грэхэма двинулась на север в соответствии с приказом; вместо того, чтобы напрямую спуститься к прибрежной дороге, они пошли через сосновый лес к западу от хребта. Этот маршрут был короче и больше подходил для артиллерии, но деревья ограничивали видимость во всех направлениях, что означало, что они фактически шли вслепую.

### Атака французов
Виктор был разочарован тем, что Вийяту не удалось удерживать дорогу на Кадис подольше, но он все ещё был уверен, что его основные силы могут сбросить союзников в море. Он видел, что основная часть испанских войск заняла позицию напротив Вийята; получив сообщение о том, что хребет Барроса опустел, он понял, что появилась возможность занять эту господствующую высоту. Это было поручено Рюффену, в то время как Леваль нанес удар по войскам Грэхэма в лесу, и три эскадрона драгунов были отправлены вокруг Серро, чтобы занять прибрежную тропу.
План Виктора начал быстро претворяться в жизнь. Наступление Рюффена было достаточным внезапным, чтобы повергнуть пять арьергардных испанских батальонов в бегство, в результате чего хребет защищал только батальон Брауна; столкнувшись с французскими драгунами, кавалерия Уиттингема решила отступить. Уиттингем передал Брауну один эскадрон гусаров КГЛ, чтобы прикрыть его отступление. Сначала Браун разместил свой батальон в руинах часовни на вершине, но, увидев отступление Уиттингема и обнаружив шесть французских батальонов, наступающие на его позиции, у него не было иного выбора, кроме как отступить и искать в лесу армию Грэхэма. Как и намечал Виктор, хребет Барроса пал без сопротивления, и Рюффен установил на высотах артиллерийскую батарею.

### Ответ Грэхэма
Тем временем, на полпути к испанцам Ла Пенья, Грэхэм получил известие от испанского партизана, что из леса Чиклана появились французские солдаты. Пока он ехал к своему арьергарду, он видел отступление испанских батальонов с хребта, подъём дивизии Рюффена по его склонам и приближение с востока дивизии Леваля. Понимая, что силам союзников грозит опасность уничтожения, Грэхэм проигнорировал данные ему приказы и развернул свое подразделение, чтобы противостоять угрозам с фланга и тыла. Он приказал, чтобы бригада генерала Дилкса взяла хребет, в то время как бригада полковника Уитли была послана отбросить войска Леваля на восток.
Грэхэм знал, что ему необходимо задержать французов, пока его бригада не будет построена в боевом порядке. Поэтому он приказал Брауну, который присоединился к дивизии, развернуть свой единственный батальон «фланкёров» из 536 человек и наступать вверх по склону хребта Барроса против 4000 человек и артиллерии дивизии Рюффена. Полковнику Барнарду, который руководил легким батальоном бригады Уитли, и полковнику Бушу, руководившему двумя легкими отрядами португальских стрелков, было приказано атаковать через лес, чтобы задержать наступление Леваля.

### Хребет Барроса
Продвигаясь по хребту, который они только что покинули, батальон Брауна подвергся интенсивному обстрелу со стороны пехоты и артиллерии Рюффена. После нескольких залпов половина батальона была выведена из строя, и солдаты Брауна, не в силах продолжать наступление, рассеялись среди укрытий на склоне и открыли ответный огонь. Несмотря на свой успех, Рюффен не смог спуститься с холма, чтобы зачистить остатки батальона Брауна, так как бригада Дилкса к тому времени вышла из леса и собиралась у основания склона.
Дилкс, вместо того чтобы следовать по маршруту Брауна вверх по склону, продвинулся вправо, где было больше укрытий, плохо просматриваемых французами. В результате французы не могли использовать артиллерию, и бригада Дилкса сумела подняться на вершину хребта без серьёзных потерь. К этому времени, однако, его формирование было дезорганизованно, поэтому Рюффен развернул четыре батальонные колонны, пытаясь смести Дилкса и оставшихся фланкёров обратно вниз по склону. Вопреки ожиданиям французов, британская шеренга сумела остановить атакующие колонны, и началась перестрелка. Маршал Виктор, к тому времени сам находившийся на гребне хребта, выдвинул свой резерв — два батальона гренадеров, построенных колоннами. Эти колонны, как и предыдущие четыре, подверглись интенсивному мушкетному огню и были остановлены в нескольких метрах от британской шеренги. Первые четыре колонны начали отступать, поэтому Виктор попытался пустить свой резерв на их поддержку. Однако, когда две гренадерские колонны попытались покинуть свои позиции, их начали также обстреливать оставшиеся в строю солдаты батальона Брауна, которые возобновили своё наступление. Не имея возможности сгруппироваться, французские войска прекратили бой и бежали вниз в долину.

### Наступление Леваля
Пока Дилкс наступал на позиции Рюффена на хребте Барроса, Барнард и полки лёгкой пехоты продвигались через лес к дивизии Леваля. Не зная о надвигающемся британском нападении, французы не предприняли никаких мер предосторожности и двинулись в две колонны, без передовой линии вольтижёров. Неожиданное появление британских стрелков вызвало такое замешательство, что некоторые французские полки решили, что наступает кавалерия, и построились в каре. Тем самым они стали лёгкой мишенью для шрапнели, выпущенных десятью пушками под командованием майора Дункана; быстро продвигаясь через лес, они прибыли вовремя, чтобы поддержать перестрелку. Когда ситуация прояснилась, французы перестроились в свой обычный атакующий строй — «в колонны подивизионно», — всё это время находясь под огнем легких рот Барнарда и артиллерии Дункана. Наконец, когда французы перестроились и начали наступление, Барнар был вынужден отступить. Затем солдаты Леваля столкнулись с отрядами Буша из 20-го португальского полка, которые поддерживали отступление батальона лёгкой пехоты и удерживали французов, пока бригада Уитли не выстроилась в шеренгу на краю леса. Отступающие роты лёгкой пехоты присоединились к войскам Уитли; подразделение Леваля в составе 3800 человек теперь наступало на англо-португальскую шеренгу из 1400 человек, поддерживаемых артиллерией.
Хотя они имели численное преимущество, французам показалось, что они столкнулись с превосходящими силами. Изрядно потрёпанные полками лёгкой пехоты Барнарда и Буша, а теперь столкнувшиеся с непрерывными залпами главной британской шеренги, французам нужно было время, чтобы самим перестроиться из колонны в шеренгу. Однако Уитли атаковал, как только роты лёгкой пехоты расчистили поле, и только один из батальонов Леваля смог хотя бы частично закончить построение. Первая французская колонна, атакованная Уитли, дрогнула после единственного британского залпа. 8-й полк, часть этой колонны, пострадал примерно на 50 % и потерял своего орла. Захват орла — первого полученного в битве британскими войсками в Пиренейской войне — стоил жизни энсину Кеогу из 87-го полка, прежде чем им окончательно завладел сержант Патрик Мастерсон (или Мастерман, в зависимости от источника). Когда бригада Уитли двинулась вперед, она столкнулась с единственным французским батальоном из 54-го полка, который начал выстраиваться в шеренгу. Чтобы разбить его, потребовалось три залпа, после чего он побежал вправо, где столкнулся с остальной частью бегущей дивизии Леваля.

### Отступление французов
Подразделения Рюффена и Леваля бежали к Лагуна-дель-Пуэрко, где Виктору удалось их остановить. Маршал развернул два или три относительно невредимых батальона, чтобы прикрыть свои войска и обеспечить их отступление. Грэхэму удалось воодушевить своих измученных солдат, и под прикрытием артиллерии Дункана он повёл их на новую позицию Виктора. Боевой дух в изрядно потрёпанных французских рядах был крайне низок; когда эскадрилья гусаров КГЛ окружила Серро и загнала эскадрон французских драгунов в свою же пехоту, деморализованные солдаты хаотично побежали.
На протяжении всей битвы Ла Пенья наотрез отказывался поддерживать своих англо-португальских союзников. Он узнал о наступлении французов примерно в то же время, что и Грэхэм, и решил оставить свои войска на перешейке, защищающем подход к Исла-де-Леону. Узнав о решении Грэхэма нанести удар по двум французским дивизиям, испанский командующий был убеждён, что французы одержат победу, и поэтому остался на месте; Зайс неоднократно просил разрешения пойти на помощь Грэхэму, но Ла Пенья каждый раз запрещал ему это делать. Услышав, что британцы одержали победу, Ла Пенья отказался преследовать отступающих французов, снова отвергая протесты Зайса.

## Последствия
В ярости от поступков Ла Пеньи, Грэхэм на следующее утро собрал своих раненых и трофеи с поля боя и отправился в Кадис; униженный Ла Пенья позже обвинит Грэхэма в проигрыше кампании союзников. Если бы союзники атаковали французские позиции сразу после битвы или утром 6 марта, осада практически наверняка была бы снята. Несмотря на то, что Виктору удалось собрать свои войска в Чиклане, в французских рядах царила паника. Ожидая возобновления наступления, Виктор планировал задержать наступление союзников достаточно долго, чтобы взорвать большинство осаждённых фортов и позволить I корпусу отступить в Севилью. Кассан взял временное руководство дивизией Вильята, так как тот был ранен. Виктор назначил Кассана командовать арьергардом и приказал ему не отступать, пока союзники не начнут наступление. Французы были в такой растерянности, что одна батарея была уничтожена без каких-либо приказов, несмотря на бездействие союзников.
Ла Пенья решил не прислушиваться к советам Грэхэма и адмирала Китса осторожно наступать на французов в Чиклане; он даже отказался посылать кавалеристов-разведчиков, чтобы узнать, что предпринимает Виктор. Оставшись на 5-6 марта на Бермехе, испанская армия на следующий день перешла на Исла-де-Леон, оставив на материке только иррегулярные войска Бегинеса. Тем удалось ненадолго обезопасить Медину-Сидонию, но затем они вернулись в горы Ронда. Дивизия Кассана осталась на месте, поскольку союзники ей не угрожали. К изумлению Виктора, 7 марта кавалерийский патруль не обнаружил никаких следов союзных войск. К 8 марта, всего через три дня после битвы, Виктор вновь занял покинутый южный участок своей линии, и осада продолжилась. Она длилась ещё восемнадцать месяцев, пока, наконец, не была снята 24 августа 1812 года, когда Сульт после победы союзников в Саламанке приказал французскому генералу отступить.
Несмотря на поведение их командующего генерала, успех испанцев в Альманза-Крике и действия Грэхэма на хребте Барроса дали испанцам столь необходимое им воодушевление. Ла Пенья был впоследствии судим военным трибуналом, главным образом за его отказ преследовать отступающих французов, на котором он был оправдан, но отстранён от командования. Учитывая, что англо-испанские отношения были уже в весьма напряжённом состоянии, критика Грэхэма в адрес его испанских союзников сделала нежелательным его дальнейшее пребывание в Кадисе, поэтому он был переведен в основную армию Веллингтона.
Как тактически, так и с точки зрения потерь, битва была победой британцев. Войска Грэхэма разбили почти вдвое превышающие их по численности силы французов, несмотря на то, что британцам пришлось идти всю предыдущую ночь и часть дня. Британцы потеряли около 1240 человек, включая португальские и немецкие войска под командованием Грэхэма, в то время как Виктор потерял примерно 2380 человек. Испанцы потеряли около 300—400 человек. Стратегически, однако, неспособность союзников воспользоваться своей победой позволила Виктору продолжить осаду; Кадис оставался в бедственном положении, и кампания фактически ничего не достигла. Виктор даже провозгласил битву победой французов, поскольку позиции противоборствующих сторон не изменились.

## Память
В ноябре 1811 года британский принц-регент приказал выпустить медаль в честь «блестящей победы, одержанной над врагом»; её вручали старшим британским офицерам, участвовавшим в сражении. Четыре корабля Королевского флота были названы в честь битвы, в том числе спущенный на воду через год после битвы.
Офицер 4-го драгунского полка лейтенант Уильям Лайт, который в 1830-х годах стал главным инженер-геодезистом Южной Австралии, назвал ряд холмов в новой колонии Баросса-Рэйндж в память о битве. Ныне австралийская долина Баросса — один из старейших и наиболее респектабельных винодельческих регионов Австралии.

## В художественной литературе
- Бернард Корнуэлл. Ярость стрелка Шарпа = Sharpe's Fury: Richard Sharpe and the Battle of Barrosa, March 1811 / пер. с англ. Самуйлов Сергей Николаевич. — М.: Домино, Эксмо, 2009. — ISBN 978-5-699-35033-9.

### Пояснения
1. ↑  Esdaile, 2002, p. 284. Обратите внимание, что число членов регентства (пять) противоречит Glover (1974, p. 119), где указано три человека. Esdaile (2002, p. 307) объясняет это тем, что первое регентство из пяти человек подало в отставку и было заменено группой из трёх человек.
2. ↑  По иронии судьбы посланник, испанский офицер, посланный в рыбацкой лодке, был задержан британским флотом как «подозрительное лицо» (Oman 1911, p. 104, footnote).
3. ↑  Oman, 1911, pp. 103–104. Paget (1990, p. 122) утверждает, что тет-де-пон удалось удержать, но Gates (1986, p. 249) соглашается, что вылазка была отбита.
4. ↑  Уиттингем был британским офицером, служащим в испанской армии, и поэтому был подчинялся командам Ла Пеньи (Jackson 2001, para. 2).
5. ↑  На вопрос Грэхэма, почему они ушли с хребта, Браун ответил: «Потому что пять испанских батальонов сбежали ещё до того, как противник подошёл на расстояние пушечного выстрела». Из мемуаров Блейкни, адъютанта Брауна (Glover 1974, С. 124).
6. ↑  Рюффен позже говорил о «невероятности столь безрассудной атаки» (Paget 1990, С. 124).
7. ↑  В большинстве французских мемуаров говорится, что они были атакованы тремя британскими шеренгами, в то время как на самом деле была всего одна шеренга, перед которой шло немного стрлков (Oman 1911, С. 119–120).
8. ↑  Muzás (2005, para. 1) описывает в подробностях захват орла, в то время как Glover (1974, p. 125) указывает фамилию «Мастерман» вместо более распространённой «Мастерсон».
9. ↑  Эти гусары были из эскадрона Уиттингема, но действовали по приказам адъютанта Грэхэма Понсонби (Oman 1911, С. 123).
10. ↑  Oman, 1911, p. 129. Веллингтон, однако, написал Грэхэму послание со словами одобрения: «Я согласен с обоснованностью вашего ухода 6-го числа в Исла в той же мере, в которой восхищаюсь быстротой и решительностью вашей атаки 5-го» (Oman 1911, С. 125).
11. ↑  Weller, 1962, p. 234; Glover (1974, p. 210) согласен с этой датой, но Esdaile (2002, p. 400) указывает 25 августа.
12. ↑  Fortescue (1917, p. 62) пишет: «Для него ничего не стоило упустить возможность великой победы. Это было мелочью по сравнению с его честностью и его репутацией», в то время как Oman (1911, p. 124) описывает действия Ла Пеньи как «поразительные», «эгоистичные» и «боязливые».
13. ↑  Haythornthwaite (2004, p. 225) указывает цифры потерь, при этом потери британцев взяты из The London Gazette за 25 марта 1811 года.